# سامانثا ماثيس
وإسمها سامانثا ماثيز (بالإنجليزية: Samantha Mathis)‏ ولدت في 12 مايو 1970 في بروكلين، نيويورك سيتي، نيويورك في الولايات المتحدة وهي ممثلة أمريكية وهي ابنة الممثلة النمساوية بيبي بيش، ماثيس مثلت في عدة أفلام من بومب أب ذا فوليوم وليتل وومان والمجنون الأمريكي.

## روابط خارجية
- سامانثا ماثيس على موقع IMDb (الإنجليزية)
- سامانثا ماثيس على موقع ميتاكريتيك (الإنجليزية)
- سامانثا ماثيس على موقع روتن توميتوز (الإنجليزية)
- سامانثا ماثيس على موقع ألو سيني (الفرنسية)
- سامانثا ماثيس على موقع ميوزك برينز (الإنجليزية)
- سامانثا ماثيس على موقع أول موفي (الإنجليزية)
- سامانثا ماثيس على موقع قاعدة بيانات برودواي على الإنترنت (الإنجليزية)
- سامانثا ماثيس على موقع قاعدة بيانات الأفلام السويدية (السويدية)
- سامانثا ماثيس على موقع إن إن دي بي (الإنجليزية)
- سامانثا ماثيس على موقع ديسكوغز (الإنجليزية)